# Carrer de l'Índia (Alcover)
El Carrer de l'Índia és una via pública d'Alcover (Alt Camp) protegida com a Bé Cultural d'Interès Local.

## Descripció
El carrer de d'Índia presenta una estructura peculiar, en forma d'ela. Comunica amb els carrers de la Costeta i de Sant Antoni. És un carrer molt interessant, a més, pels edificis que el formen, els més importants dels quals són Ca Ballester i Ca la Senyora Gran. Aquesta cases donen al conjunt del carrer una unitat urbanística que el fa un dels més agradables de l'antic nucli urbà d'Alcover.

## Història
Aquest carrer era conegut a l'època medieval com carrer del jueus, motiu pel qual hom pensa en la possibilitat que realment correspongués a un barri jueu Posteriorment va rebre el nom de carrer dels Tints (per la torre dels Tints, que es troba a l'angle del carrer). El nom actual li vé donat pel casament del propietari d'una de les principals cases del carrer amb una indígena, quan va anar a Amèrica.